# Fissidens lagenarius
Fissidens lagenarius är en bladmossart som beskrevs av Mitten 1868. Fissidens lagenarius ingår i släktet fickmossor, och familjen Fissidentaceae. Inga underarter finns listade i Catalogue of Life.